# 中华相手蟹
中华相手蟹（学名：Sesarma sinensis）为方蟹科相手蟹属的动物。分布于日本以及中国大陆的广东、福建、浙江等地，生活环境为海水，一般生活于河口处的泥洞中。
其种加词“sinensis”意为“中华的”。